# TAP Portugal-vlucht 425
TAP Portugal-vlucht 425 was een vlucht van Brussel via Lissabon naar Madeira. 
Op 19 november 1977, vlak voor 21.48 uur, probeerde de uitgeputte bemanning, die al 13 uur in touw was, het vliegtuig op Madeira te landen. Dit was zeer moeilijk, omdat het weer zeer slecht was, en de landingsbaan nog geen 1600 meter lang. 
Nadat de gezagvoerder en de co-piloot het vliegtuig twee keer hadden geprobeerd te landen, besloten ze om het nog een keer te proberen. Als dat niet zou lukken zouden ze uitwijken naar de luchthaven van Gran Canaria.
Toen het vliegtuig vlak voor baan 24 was (de zogeheten final approach), in heel slecht weer met regen, harde wind en slecht zicht, maakte de bemanning zich gereed voor de derde landingspoging. Het vliegtuig kwam 600 meter na de landingszone neer. Met nog 900 meter resterende baan probeerden de gezagvoerder en de co-piloot om het vliegtuig tot stilstand te laten komen. Het vliegtuig gleed echter met een snelheid van 79 km/h van de baan af, waarna het 60 meter naar beneden viel. Het raakte met een vleugel een brug en kwam vervolgens op een strand terecht, waar het in twee stukken brak en vlam vatte.
Van de 164 mensen aan boord overleefden er slechts 33 de ramp. Deze crash was de dodelijkste in de Portugese luchtvaartgeschiedenis tot dan toe. 
Na de ramp stopte TAP Portugal met het vliegen van de Boeing 727-200 naar Madeira. In plaats daarvan werd voortaan de kleinere Boeing 727-100 ingezet.